# Cathédrale navale Saint-Nicolas de Kronstadt
Pour les articles homonymes, voir Cathédrale Saint-Nicolas.
La cathédrale navale Saint-Nicolas de Kronstadt (en russe : Морской Никольский собор / Morskoj Nikol'skij sobor) est une cathédrale orthodoxe dédiée à saint Nicolas, située à Kronstadt, sur l'île de Kotline, dans la ville fédérale de Saint-Pétersbourg en Russie.

## Histoire
La cathédrale a été construite de 1903 à 1913, en style néo-byzantin (son esthétique rappelant Sainte-Sophie de Constantinople). Elle devait servir d'église-mémorial dédiée aux marins décédés en mer ou au combat. La cathédrale est solennellement consacrée le 10 juin 1913 en présence du tsar Nicolas II et de sa famille.
En 1929, en raison de la persécution religieuse par les autorités soviétiques, la cathédrale est fermée puis transformée en cinéma. À cette époque, l'intérieur de la cathédrale subit des dommages considérables. L'iconostase est notamment démantelée et les dorures des icônes sont arrachées. 
Lors de la Seconde Guerre mondiale, la cathédrale est endommagée pendant le siège de Leningrad, quand son dôme sera touché à plusieurs reprises par des tirs d'artillerie.
Après la guerre, la cathédrale est transformée en salle de concert puis en 1980, en musée. Elle est rendue au culte orthodoxe quelques années après la chute de l'Union soviétique. Le premier office religieux depuis la restitution de la cathédrale y est célébré le 19 décembre 2005.